# Pariser Vertrag (Württemberg, 1802)
Im Pariser Vertrag vom 20. Mai 1802 wurden zwischen der Französischen Republik und dem Herzogtum Württemberg territoriale Veränderungen geregelt. Der Vertrag besiegelte die endgültige Abtretung der linksrheinischen Besitzungen Württembergs an Frankreich. Der Vertrag wurde seitens der Französischen Republik vom Ersten Konsul Bonaparte, vom Außenminister Talleyrand sowie vom Staatssekretär Maret unterzeichnet.

## Vorgeschichte
In den Koalitionskriegen besetzte das revolutionäre Frankreich 1793 die linksrheinischen Besitzungen Württembergs, die Grafschaft Mömpelgard und die elsässischen Mediat-Herrschaften Reichenweier und Horburg. In einem Geheimvertrag von 1796, während noch der Krieg zwischen Frankreich und dem Heiligen Römischen Reich im Gange war, stimmte Württemberg der Abtretung dieser Gebiete um den Preis zu, dass Frankreich sich in den kommenden Friedensverhandlungen mit dem Reich für eine Gebietserweiterung Württembergs rechts des Rheins einsetzen sollte.
Der Friede von Campo Formio 1797 bestimmte tatsächlich die Einsetzung des Rastatter Kongresses, auf dem solche Gebietsänderungen verhandelt werden sollten. Der Rastatter Kongress wurde jedoch wegen neuerlichen Kriegs abgebrochen, und erst mit dem Frieden von Lunéville 1801 war eine erneute Verhandlungsgrundlage gegeben. In beiden Friedensverträgen hatte Kaiser Franz II. der Abtretung aller linksrheinischen Gebiete des Reichs an Frankreich zustimmen müssen.

## Zustandekommen des Vertrags
Der Frieden von Lunéville hatte die Einsetzung einer Reichsdeputation festgelegt, die bestimmen sollte, auf welche Weise die von den französischen Annexionen betroffenen Reichsfürsten entschädigt werden sollten. Diese Entschädigungen sollten in der Hauptsache durch die Mediatisierung der Reichsstädte und Säkularisation der geistlichen Territorien erfolgen. Im Hintergrund bestimmte jedoch Frankreich bzw. Napoleon, um dessen Gunst sich alle verhandelnden Parteien bemühten, die Verhandlungen und Beschlüsse der Reichsdeputation.
In Entschädigungsfragen hatte das Herzogtum Württemberg zunächst sehr schlechte Karten, da Napoleon dem Herzog von Württemberg seine Bündnistreue zum Kaiser Franz II. im Zweiten Koalitionskrieg verübelte. Eigentlich war Napoleon ursprünglich daran interessiert, in Süddeutschland nur noch zwei Staaten zu haben und dachte daran, Württemberg zwischen Baden und Bayern aufzuteilen. Herzog Friedrich II. widersetzte sich jedoch dieser Idee, bei der für ihn eine vage Entschädigung mit westfälischen oder oberitalienischen Fürstentümern im Gespräch war, und fand in seinem Neffen, dem russischen Zaren Alexander I., einen mächtigen Fürsprecher für den Erhalt Württembergs.
Herzog Friedrich II. von Württemberg entsandte 1802 seinen Unterhändler, Staatsminister Philipp Christian Freiherr von Normann, nach Paris, um über die Entschädigung Württembergs zu verhandeln. Verhandlungspartner auf französischer Seite war Alexandre Maurice Blanc de Lanautte, Comte d’Hauterive. Freiherr von Normann gelang mit Hilfe eines geheimen Bestechungsvertrags zu Gunsten des Außenministers Talleyrand, eine erhebliche Erweiterung der 1796 gemachten Zusicherungen zu erreichen. Für jedes erwünschte Territorium wurde eine genaue Bestechungssumme festgelegt.  War zuvor nur vom Amt Oberkirch, der Fürstpropstei Ellwangen und der Abtei Zwiefalten die Rede gewesen, so sicherte sich Württemberg nunmehr zahlreiche Reichsstädte und weitere geistliche Territorien. Oberkirch kam allerdings an Baden.
Diese Zusicherungen wurden Anfang 1803 im Reichsdeputationshauptschluss reichsrechtlich formell bestätigt, wobei Württemberg (wie die anderen Begünstigten auch) manche Gebiete im Vorgriff auf den Vertragsabschluss schon 1802 besetzt hatte. Des Weiteren bestimmte der Reichsdeputationshauptschluss die Erhebung Württembergs zum Kurfürstentum.
Die Zugewinne Württembergs waren im Einzelnen die Reichsstädte Heilbronn, Esslingen am Neckar, Reutlingen, Gmünd, Hall, Rottweil, Aalen, Giengen an der Brenz und Weil der Stadt sowie zahlreiche geistliche Territorien, und zwar die Fürstpropstei Ellwangen, die Abtei Zwiefalten, das Kloster Schöntal, das Kloster Comburg, das Kloster Rottenmünster bei Rottweil, das Kloster Heiligkreuztal, das Stift Oberstenfeld und das Kloster Margrethausen; außerdem das Dorf Dürrenmettstetten. Württemberg gewann somit das Siebenfache des linksrheinischen Gebietsverlustes hinzu. Für die Einwohnerzahl bedeutete dies einen Zuwachs von 120.000 Personen.

## Folgen
Die neu erworbenen Gebiete wurden von Kurfürst Friedrich zunächst in einem staatsrechtlich vom übrigen Württemberg getrennt gehaltenen Gebilde namens Neuwürttemberg mit Sitz in Ellwangen organisiert. 1805 schloss Württemberg ein weiteres Bündnis mit Frankreich und erhielt darauf im Frieden von Pressburg sowie bei der Gründung des Rheinbunds weitere Gebiete und die Rangerhöhung zum Königreich Württemberg. Erst bei dieser Gelegenheit wurden Alt- und Neuwürttemberg zu einem Staat zusammengefasst.